# Sandro Lauper
Sandro Lauper (* 25. Oktober 1996 in Oberdiessbach) ist ein Schweizer Fussballspieler. Der Mittelfeldspieler steht seit 1. Juli 2018 beim BSC Young Boys unter Vertrag und ist ehemaliger Schweizer U-21-Nationalspieler.

## Karriere

### Verein
Während seiner Jugend spielte Sandro Lauper beim FC Konolfingen und wechselte 2007 in die Jugendabteilung des BSC Young Boys. Dort durchlief er alle Stufen, bis er 2014 in die zweite Mannschaft wechselte. In der 1. Liga spielberechtigt, kam Lauper auf zwei Einsätze in der Saison 2014/15. In der gleichen Saison noch entschied er sich für einen Wechsel zur U-21 des FC Thun, welche zu diesem Zeitpunkt in der 2. Liga interregional spielte. Er kam auf vier Einsätze und erzielte einen Treffer.
Am 2. Spieltag der Saison 2015/16 wurde er erstmals in die erste Mannschaft berufen, wo er beim 2:3-Auswärtssieg gegen den FC Lugano sein Debüt in der Super League gab. In der 69. Spielminute wurde er für Lotem Zino eingewechselt. In der weiteren Hinrunde wurde er zudem noch einige Male ins Aufgebot genommen, jedoch nicht mehr eingesetzt. Nach der Winterpause wechselte er fix in die erste Mannschaft und kam in der Folge in den ersten drei Spielen der Rückrunde zu Einsätzen. Im Februar 2016 verletzte sich Lauper und zog sich einen Einriss des Innenbandes am linken Sprunggelenk zu. Anfang April desselben Jahres gab er in der U-21-Mannschaft sein Debüt nach seiner Verletzung. In den zwei folgenden Saisons wurde Lauper schliesslich zum festen Bestandteil der ersten Mannschaft und kam zu weiteren 59 Einsätzen, in denen ihm vier Treffer gelangen.
Zur Saison 2018/19 wechselte Lauper zurück zu seinem Jugendverein, dem BSC Young Boys, wo er einen Vertrag über vier Jahre bis Juni 2022 unterschrieb. Sein Debüt gab er am ersten Spieltag beim 2:0-Sieg gegen den Grasshopper Club Zürich, als er in der 81. Spielminute für Roger Assalé eingewechselt wurde. Im August 2021 erlitt er zum zweiten Mal eine Verletzung des Sprunggelenks. Im Oktober 2021 wurde sein Vertrag vorzeitig um weitere drei Jahre bis Sommer 2025 verlängert. Im April 2022 musste er sich einer Leistenoperation unterziehen.

### Nationalmannschaft
Lauper begann seine Karriere als Nationalspieler bei der Schweizer U-20-Nationalmannschaft am 1. September 2016 beim Länderspiel gegen Polen, wo er als rechter Innenverteidiger während 90 Minuten durchspielte. Seit November 2016 war er Teil der Schweizer U-21-Nationalmannschaft, wo er auch in der Qualifikation für die U-21-Fussball-Europameisterschaft 2019 im Einsatz stand. Im September 2021 wurde er erstmals für die A-Nationalmannschaft nominiert, war aber lediglich im Spiel gegen Nordirland am 8. September 2021 Ersatzspieler und wurde danach nicht mehr aufgeboten.

## Titel und Erfolge
BSC Young Boys
- Schweizer Meister: 2019, 2020, 2021 und 2023